# Minnie und Moskowitz
Minnie und Moskowitz ist ein Film von John Cassavetes aus dem Jahr 1971.

## Handlung
Seymour Moskowitz, ein Parkplatzwächter, führt ein eintöniges und einsames Leben in New York. Um dem zu entfliehen, borgt er sich Geld und zieht nach Los Angeles. Dort trifft er auf Minnie Moore, die als Museumskuratorin arbeitet. Moskowitz rettet sie vor der Zudringlichkeit eines enttäuschten Verehrers, indem er sich mit diesem prügelt. Er ist sofort fasziniert von Minnie. Sie hat jedoch gerade erst die unglückliche Beziehung mit ihrem verheirateten Freund Jim beendet und ihren Glauben an die Liebe verloren. Sie wehrt sich zunächst gegen Moskowitz' Annäherungsversuche, doch mit der Zeit fasziniert sie die direkte und eigene Art Moskowitz’. So nähern sich die beiden langsam an, aber die Unsicherheit Minnies und die sozialen Unterschiede zwischen den beiden führen immer wieder zu Konflikten, die das Paar zurückwerfen, bis sie am Ende doch zusammenfinden und beschließen, zu heiraten. Dies teilen sie ihren jeweiligen Müttern mit. Moskowitz’ Mutter Sheba kann nicht verstehen, warum eine reiche, schöne und junge Frau wie Minnie einen Taugenichts wie ihren Sohn heiraten will. Bei der Hochzeitszeremonie vergisst der Pfarrer während des Gelübdes Minnies Namen, was zu allgemeiner Erheiterung führt. Die Schlussszene des Films zeigt Minnie und Moskowitz einige Jahre später glücklich im Kreis ihrer kleinen Kinder.

## Produktion
Der Film wurde von Cassavetes mit dem sehr kleinen Budget von weniger als einer Million Dollar umgesetzt. Universal, die mit dem Film an den erst kurz zurückliegenden Erfolg von Easy Rider anknüpfen wollten, kürzten den Film kurz nach der Veröffentlichung um eine Szene am Beginn des Films, um die Laufzeit zu verkürzen, was einen Vertragsbruch mit Cassavetes darstellte. Auf den meisten DVD-Veröffentlichungen fehlt diese Szene.

## Auszeichnungen
- 1973 wurde Cassavetes für den Writers Guild of America Award in der Sparte "Bestes Originaldrehbuch/Komödie" nominiert.

- 1972 wurde Gena Rowlands bei den New York Film Critics Circle Awards als beste Schauspielerin mit dem zweiten Platz ausgezeichnet.

## Kritiken
Das Lexikon des internationalen Films sieht in dem Film „[e]ine von verschmitztem Humor und tiefer Menschlichkeit getragene "Komödie".“ Es handle sich um eine in der „Charakter- und Milieuzeichnung genaue Liebesgeschichte“. Obwohl einige US-Filmkritiker dem Film zur Zeit seiner Veröffentlichung sehr schlechte Noten gaben, wurde er mit der Zeit zu einem Liebling der Cineasten.

## Trivia
Der Film ist quasi eine Familienproduktion. Wie bei vielen seiner Projekte spielte Cassavetes Frau, Gena Rowlands die Hauptrolle. Zusätzlich treten hier aber u. a. auch seine Mutter, Katherine Cassavetes, sein Schwager David Rowlands sowie mehrere Kinder der Familie (als Statisten) auf.